# ناحیه عین النویصی
ناحیه عین النویصی (به عربی: دائرة عین النویصی) یک ناحیه و ناحیه در الجزایر است که در استان مستغانم واقع شده‌است.

## خصوصیات
ناحیه عین النویصی ۳۴٬۵۹۵ نفر جمعیت دارد.